# Drap de cuina
Un drap de cuina, pedaç de cuina, capçana, capçó, eixugamà o eixugamans, torcamans, manil o mandil és una tovallola, estri tèxtil específic per a eixugar-se les mans o els atuells de cuina, o a defecte de manyopla, per a agafar coses calentes sense cremar-se (en aquest cas és dit agafador i és fet d'un tros de roba gruixuda).
No s'ha de confondre amb el fregall o fregador que és un parrac, antigament d'espart, amb què es frega l'escurada, les rajoles, les parets, etc.